# ГЕС Тхак-Мо
ГЕС Тхак-Мо — гідроелектростанція у південній частині В'єтнаму. Знаходячись перед ГЕС Кан-Дон, становить верхній ступінь каскаду на річці Бі, правій притоці Донг-Най (тече на цій ділянці в південному напрямку до злиття на околиці Хошиміна з річкою Сайгон, після чого під назвою Soài Rạp досягає Південнокитайського моря).
У межах проєкту річку перекрили земляною греблею висотою 46 метрів, довжиною 464 метри та шириною по гребеню 7 метрів. Разом із правобережною дамбою висотою 13 метрів та довжиною 1076 метрів вона утримує велике водосховище з площею поверхні 109 км2 та об'ємом 1360 млн м3 (корисний об'єм 1250 млн м3).
Після греблі річка описує дугу та проходить на невеликій відстані від сховища, що дозволило сполучити резервуар та машинний зал за допомогою короткого — 0,7 км — каналу та двох напірних водоводів довжиною лише по 0,6 км (з діаметром 4,7 метра). При цьому відстань річищем Бі між греблею та залом перевищує 10 км.
Наземний машинний зал у 1990-х роках обладнали двома турбінами типу Френсіс потужністю по 75 МВт, які при напорі у 90 метрів забезпечували виробництво 600 млн кВт·год електроенергії на рік.
У 2014-му розпочали процес розширення станції, котрий включав прокладання нового каналу довжиною 0,9 км, напірного водоводу довжиною 0,7 км з діаметром 4,9 м та спорудження додаткового машинного залу, обладнаного однією турбіною типу Френсіс такої ж потужності як і попередні. В результаті завершеного у 2017 році проєкту загальна потужність станції зросла до 225 МВт, а річний виробіток електроенергії — на 52 млн кВт·год.